# Seve Trophy
De Seve Trophy was een toernooi voor golfprofessionals, waarbij een team van tien Britse en Ierse spelers speelde tegen een team van tien spelers van het Europese continent. Het toernooi stond ook bekend onder de sponsornamen Vivendi Trophy en Seve Trophy by Golf+.
De Seve Trophy werd in 2000 voor de eerste keer gespeeld. Het toernooi werd georganiseerd in september van de jaren dat er geen Ryder Cup gespeeld werd. In tegenstelling tot de Ryder Cup werd wel om prijzengeld gespeeld, en niet alleen om de eer. Hoewel de Europese Tour dit evenement had goedgekeurd, telde het prijzengeld niet mee voor de Race To Dubai. In 2013 werd de achtste en laatste editie van het toernooi gehouden. Hoewel Continentaal Europa de eerste en de laatste editie won, werden de zes tussenliggende edities gewonnen door de spelers van de Britse Eilanden.

## Teams
Ieder team bestaat uit tien spelers. De spelers worden geselecteerd volgens vaste criteria:
- De nationaliteit moet thuishoren in het team
- De top-4 spelers van de Wereldranglijst
- De top-4 spelers van de Europese ranglijst
- Twee wildcards

Het evenement duurde meestal drie dagen. De eerste dagen werd in paren gespeeld, op de derde dag waren er alleen singles. Van de Nederlandse spelers heeft Maarten Lafeber in 2005 mogen spelen; de Belg Nicolas Colsaerts maakte in 2011 deel uit van het continentale Europese team.

## Teams en Resultaten
| Jaar                                     | Baan                                     | Winnend Team: captain en spelers | Score       | Score       | Verliezend Team: captain en spelers |
| Seve Trophy                              | Seve Trophy                              | Seve Trophy | Seve Trophy | Seve Trophy | Seve Trophy |
| ---------------------------------------- | ---------------------------------------- | --- | ----------- | ----------- | --- |
| 2000                                     | Sunningdale's Old Course, Engeland       | Continentaal Europa Severiano Ballesteros, playing captain Thomas Bjørn Alex Čejka Sergio Garcia Miguel Ángel Jiménez Robert Karlsson Bernhard Langer José María Olazábal Jarmo Sandelin Jean van de Velde                               | 13½         | 12½         | & Groot-Brittannië & Ierland Colin Montgomerie, playing captain John Bickerton Darren Clarke Pádraig Harrington David Howell Paul Lawrie Gary Orr Phillip Price Lee Westwood Ian Woosnam                                        |
| 2002                                     | Druids Glen, Ierland                     | & Groot-Brittannië & Ierland Colin Montgomerie, playing captain Paul Casey Darren Clarke Pádraig Harrington Paul Lawrie Paul McGinley Andrew Oldcorn Steve Webster Lee Westwood Ian Woosnam                                              | 14½         | 11½         | Continentaal Europa Severiano Ballesteros, playing captain Thomas Bjørn Alex Čejka Niclas Fasth Mathias Grönberg Raphaël Jacquelin Miguel Ángel Jiménez Robert Karlsson Thomas Levet José María Olazábal                        |
| 2003                                     | Paradores, Spanje                        | & Groot-Brittannië & Ierland Colin Montgomerie, playing captain Paul Casey Brian Davis Pádraig Harrington David Howell Paul Lawrie Ian Poulter Phillip Price Justin Rose Lee Westwood                                                    | 15          | 13          | Continentaal Europa Severiano Ballesteros, playing captain Thomas Bjørn Alex Čejka Niclas Fasth Sergio Garcia Ignacio Garrido Fredrik Jacobson Raphaël Jacquelin Miguel Ángel Jiménez José María Olazábal                       |
| 2005                                     | Wynyard Golf Club, Engeland              | & Groot-Brittannië & Ierland Colin Montgomerie, playing captain Paul Casey Stephen Dodd Nick Dougherty Bradley Dredge Pádraig Harrington David Howell Graeme McDowell Paul McGinley Ian Poulter                                          | 16½         | 11½         | Continentaal Europa José María Olazábal, playing captain Thomas Bjørn Emanuele Canonica Niclas Fasth Peter Hanson Miguel Ángel Jiménez Thomas Levet Maarten Lafeber Jean François Remesy Henrik Stenson                         |
| 2007                                     | The Heritage Golf & Spa Resort, Ierland  | & Groot-Brittannië & Ierland Nick Faldo, non-playing captain Phillip Archer Paul Casey Nick Dougherty Bradley Dredge Simon Dyson Colin Montgomerie Justin Rose Graeme Storm Marc Warren Oliver Wilson                                    | 16½         | 11½         | Continentaal Europa Severiano Ballesteros, non-playing captain Thomas Bjørn Markus Brier Gonzalo Fernández-Castaño Søren Hansen Peter Hanson Grégory Havret Mikko Ilonen Raphaël Jacquelin Miguel Ángel Jiménez Robert Karlsson |
| The Vivendi Trophy with Seve Ballesteros |                                          | |             |             | |
| 2009                                     | Golf de Saint-Nom-la-Bretèche, Frankrijk | & Groot-Brittannië & Ierland Paul McGinley, non-playing captain Nick Dougherty Ross Fisher Graeme McDowell Rory McIlroy Robert Rock Anthony Wall Steve Webster Oliver Wilson Chris Wood                                                  | 16½         | 11½         | Continentaal Europa Thomas Bjørn, non-playing captain Gonzalo Fernández-Castaño Anders Hansen Søren Hansen Peter Hanson Miguel Ángel Jiménez Robert Karlsson Søren Kjeldsen Francesco Molinari Henrik Stenson                   |
| 2011                                     | Golf de Saint-Nom-la-Bretèche, Frankrijk | & Groot-Brittannië & Ierland Paul McGinley, non-playing captain Darren Clarke Jamie Donaldson Simon Dyson Ross Fisher Mark Foster David Horsey Scott Jamieson Ian Poulter Robert Rock Lee Westwood                                       | 15½         | 12½         | Continentaal Europa Jean van de Velde, non-playing captain Thomas Bjørn Nicolas Colsaerts Anders Hansen Peter Hanson Miguel Ángel Jiménez Pablo Larrazábal Matteo Manassero Francesco Molinari Alex Norén Raphaël Jacquelin     |
| Seve Trophy presented by Golf+           |                                          | |             |             | |
| 2013                                     | Golf de Saint-Nom-la-Bretèche, Frankrijk | Continentaal Europa José María Olazábal, non-playing captain Thomas Bjørn Grégory Bourdy Nicolas Colsaerts Gonzalo Fernández-Castaño Mikko Ilonen Miguel Ángel Jiménez Joost Luiten Matteo Manassero Francesco Molinari Thorbjørn Olesen | 15          | 13          | & Groot-Brittannië & Ierland Sam Torrance (non-playing captain) Paul Casey Jamie Donaldson Stephen Gallacher Simon Khan David Lynn Paul Lawrie Marc Warren Chris Wood Tommy Fleetwood Scott Jamieson                            |

 Nedbank Golf Challenge ·
 Alfred Dunhill Championship ·
 South African Open ·
 Abu Dhabi Golf Championship ·
 Qatar Masters ·
 Dubai Desert Classic ·
 Malaysian Open ·
 Thailand Classic ·
 Indian Open ·
 Joburg Open ·
 WGC - Championship ·
 Africa Open ·
 Tshwane Open ·
 Madeira Island Open ·
 Trophée Hassan II ·
 The Masters · 
 Shenzhen International ·
 Volvo China Open ·
 WGC - Match Play Championship ·
 Mauritius Open ·
 Open de España ·
 BMW PGA Championship ·
 Irish Open ·
 Nordea Masters ·
 Lyoness Open ·
 US Open · 
 BMW International Open ·
 Open de France ·
 Scottish Open ·
 The Open Championship · 
 European Masters ·
 Paul Lawrie Matchplay ·
 WGC - Invitational ·
 US PGA Championship · 
 Made in Denmark ·
 Czech Masters ·
 Russian Open ·
 KLM Open ·
 Open d’Italia ·
 European Open ·
 Alfred Dunhill Links Championship ·
 World Match Play Championship ·
 Portugal Masters ·
 Hong Kong Open ·
 BMW Masters ·
 WGC - Champions ·
 Turks Open ·
 Dubai World Championship
EurAsia Cup · Ryder Cup · Seve Trophy · World Cup of Golf